# Pierre Hillard
Pour les articles homonymes, voir Hillard.
Ne doit pas être confondu avec Pierre Hiard.
Pierre Hillard, né le 21 janvier 1966, est un essayiste français conspirationniste,  et catholique intégriste d'extrême droite.
Ancien enseignant en relations internationales à l'École supérieure du commerce extérieur de Paris, il s'est spécialisé depuis dans l'étude du « mondialisme » en critiquant l'européisme et le « mondialisme », pour lui similaires car révélateurs d'un processus technocratique de décomposition des nations et d'unification du monde, passant par la constitution de « grands blocs continentaux ».

## Biographie
En 2006, Pierre Hillard soutient la thèse en science politique Les Ambiguïtés de la politique allemande dans la construction européenne à l'université Paris-Descartes sous la direction du politologue Edmond Jouve, dans laquelle il affirme que l'influence de l'Allemagne dans le projet de Constitution européenne « doit insérer le vieux continent dans le Nouvel ordre mondial »,.
Il se rapproche dans le début des années 2000 de souverainistes comme Paul-Marie Coûteaux, alors proche de Charles Pasqua et de Philippe de Villiers, et qui préface son ouvrage Minorités et régionalismes dans l'Europe fédérale des régions. Il se rapproche d'Alain Soral dès la fin des années 2000,, partageant avec lui la même obsession antisémite, et il intervient régulièrement dans Égalité et Réconciliation.
Il publie plusieurs de ses ouvrages chez François-Xavier de Guibert, un éditeur catholique.
Il intervient sur Radio Courtoisie, il est également intervenu une fois sur France Culture (Les Enjeux internationaux du 26 avril 2012), France Info, Radio Ici & Maintenant, ou encore France 24. Il collabore en 2007 aux publications du Cercle Jeune France. Il est depuis octobre 2012 éditorialiste sur le site Boulevard Voltaire,,, lancé par Robert Ménard et Dominique Jamet. Il s'y impose comme un contributeur régulier.
En 2015, il intervient dans le film antimaçonnique La France maçonnique de Paul-Éric Blanrue et Julien Teil. En 2020, il signe la pétition « Liberté pour Ryssen », pour soutenir Hervé Ryssen incarcéré à la prison de Fleury-Mérogis, en exécution de trois condamnations à des peines de prison ferme pour propos antisémites ou négationnistes,
En septembre 2022, une intervention prévue à la médiathèque d'Orléans à l'invitation de l'association France Souveraineté est dénoncée par la LICRA à cause de ses idées conspirationnistes et antisémites, ce qui conduit le maire à l'annuler le prêt de ses locaux.
Le 30 juillet 2023, il intervient à Pontmain (Mayenne) pendant l'université d'été du mouvement catholique traditionaliste Civitas, dont le thème est « Combattre le satanisme du nouvel ordre mondial ». Plusieurs de ses déclarations suscitent une vive polémique. Notamment, il propose de déchoir de la nationalité française les Juifs,. Il déclare par exemple à cette occasion : « La « naturalisation » des Juifs en 1791 ouvre la porte à l'immigration. Parce qu'à partir du moment où vous donnez la naturalisation française aux Juifs, tôt ou tard, vous ne pouvez pas la refuser aux bouddhistes, aux musulmans, etc. » Incorrects sur le plan historique (le décret du 27 septembre 1791 ne procède pas à la naturalisation française, mais émancipe les Juifs), ces propos antisémites conduisent le ministre de l'Intérieur, Gérald Darmanin, à annoncer le 7 août 2023 l'instruction d'une procédure de dissolution administrative de Civitas, ainsi que la saisie du procureur de la République,.
En septembre 2023, sa participation programmée au rassemblement royaliste des Journées chouannes à Chiré-en-Montreuil provoque une nouvelle controverse.

### Thèses

#### Géopolitique: mondialisme et gouvernance mondiale
Hillard, tout comme les conspirationnistes identitaires, invoque un plan Kalergi. Selon cette théorie du complot, ce plan voudrait créer une « Union atlantique », l'Angleterre faisant le pont entre l'Europe et l'Amérique. Il désignerait l'ensemble comme une « Fédération à trois ». Pour y parvenir, Pierre Hillard dénonce un accord permettant un réglage politique, économique et financier satisfaisant les intérêts des diverses factions oligarchiques de l'État profond au sein de chaque pays. Les difficultés rencontrées ne seraient que les conséquences de désaccords entre ces différents groupes d'intérêt qui n'arrivent pas à s'entendre sur les missions de chacun. Le phénomène serait identique à l'échelle planétaire dans les tentatives de création d'une gouvernance mondiale.
Il développe diverses théories complotistes attribuant par exemple l'invasion de l'Ukraine par la Russie en 2022 à « une guerre de clans juifs », estimant que Vladimir Poutine serait sous l'influence du mouvement Loubavitch. 

#### Conspirationnisme et antisémitisme
L'antisémitisme est omniprésent dans la pensée de Pierre Hillard. Les Juifs et en particulier le « judaïsme talmudique » seraient selon lui à l'origine de la plupart des problématiques qu'il met en avant, et notamment la Révolution française, le mondialisme, l'immigration, la déchristianisation, le déclin de l'occident. Il se situe ainsi dans les pas des théoriciens conspirationnistes antisémites plus anciens, tels ceux de Henry Coston, Roger Gougenot des Mousseaux, Édouard Drumont, Jean de Ligneau, Henri Delassus, Léon de Poncins.
En 2007, il déclare par exemple sur Facebook : « Ce n'est pas parce qu'on ne trouve pas ou peu de juifs dans certains grands événements de l'histoire qu'il faut les écarter. Tous ces non-juifs sont imprégnés à divers degrés de libéralisme (nominalisme, naturalisme…) hérité de la synagogue talmudique qui est l'essence même de la Révolution,. »
En 2017, il écrit : « L'habileté de la synagogue, c'est d'utiliser des « voitures-balai » parmi des non-Juifs qui, depuis 2000 ans, sont les relais plus ou moins efficaces de l'idéal rabbinique. Toutes les hérésies et/ou les idéologies proposées par ces courants, sans pouvoir toutes les citer : arianisme, bogomiles, albigeois, cathares, hussisme, protestantisme sous toutes ses formes, franc-maçonnerie athée ou déiste, rose-croix, martinisme, « Être Suprême » cher à Robespierre, synarchie, etc., ne sont que les outils de la synagogue pour renverser un modèle catholique trinitaire avec ses implications politiques »

### Classification
Pierre Hillard est couramment décrit comme complotiste,,. Conspiracy Watch indique qu'il est « devenu une icône du web conspirationniste pour ses diatribes contre le « nouvel ordre mondial » ». Dans Les Inrockuptibles, David Doucet le présente également comme souverainiste. Selon Alice Masami, l'intéressé serait aussi un catholique intégriste. Il est proche de l'organisation Civitas, groupement marqué par son catholicisme traditionaliste, son conspirationnisme et ses idées d'extrême droite.

## Publications
Il a participé à de nombreux ouvrages,, dont :

### En tant qu'auteur de monographies
- Minorités et régionalismes dans l'Europe fédérale des régions : Enquête sur le plan allemand qui va bouleverser l'Europe (préf. Paul-Marie Coûteaux, postf. Édouard Husson), Paris, François-Xavier de Guibert, coll. « Combats pour la liberté de l'esprit », 2001, 389 p. (ISBN 2-86839-628-3) ; rééd. 2002, 411 p.  (ISBN 2-86839-769-7), 2004, 421 p.  (ISBN 2-86839-950-9), 2013, 428 p.  (ISBN 978-2-7554-0558-3 et 978-2-7554-1018-1) [lire en ligne].
- La Décomposition des nations européennes : De l'union euro-Atlantique à l'État mondial, géopolitique cachée de la constitution européenne (préf. Édouard Husson), Paris, François-Xavier de Guibert, 2005, 192 p. (ISBN 2-86839-951-7) ; rééd. 2010, coll. « Histoire essentielle »  (ISBN 978-2-7554-0405-0 et 978-2-7554-1107-2) [lire en ligne].
- Les ambiguïtés de l'Allemagne dans la construction européenne (sous la dir. d'Edmond Jouve) (thèse en sciences politique, Université Paris-Descartes, no 2006PA05DO09), 2006, 420 p. (SUDOC 112001793).
- La Marche irrésistible du nouvel ordre mondial : Destination Babel, l'échec de la tour de Babel n'est pas fatal, Paris, François-Xavier de Guibert, 2007, 165 p. (ISBN 978-2-7554-0199-8) ; rééd. 2013, 229 p.  (ISBN 978-2-7554-0554-5 et 978-2-7554-1013-6) [lire en ligne].
- La Fondation Bertelsmann et la « gouvernance mondiale », François-Xavier de Guibert, 160 p., 2009  (ISBN 978-2755403350)
- Chroniques du mondialisme, 1er éd., Le Retour aux sources, 212 p., 2014  (ISBN 978-2355120572) ; rééd. Chroniques du mondialisme, 2010-2020, éd. revue et augmentée, Culture & Racines, 348 p., 2020  (ISBN 978-2491861124)
- Atlas du mondialisme, Culture & Racines, 323 p., 2017  (ISBN 978-2491861070)
- Archives du mondialisme, Éditions Nouvelle Terre, 780 p., 2019  (ISBN 978-2918470298)
- Sionisme et mondialisme : Le sionisme de ses origines au IIIe Reich, 1895-1941, Éditions Nouvelle Terre, 250 p., 2020  (ISBN 978-2918470373)
- Des origines du mondialisme à la grande réinitialisation, Culture & Racines, 364 p., 2022  (ISBN 978-2491861308)
- Les permanences de la géopolitique et de la mystique russes : des Romanov à Vladimir Poutine, Culture & Racines, 440 p., 2023  (ISBN 978-2491861421)
- Comprendre l'empire Loubavitch : une dynastie royale et messianique, autoédition TheBookEdition, 292 p., 2024  (ISBN 978-2959281815)

### En tant qu'auteur d'articles
- Pierre Hillard, « La Fin de l'Europe », La Pensée, no 334,‎ avril-juin 2003, p. 23–32.

### En tant que préfacier
- Aristide Leucate, Détournement d'héritages : La dérive kleptocratique du monde contemporain, Éditions L'Aencre, 282 p., 2013  (ISBN 978-2368760024)
- Carroll Quigley, Histoire secrète de l'oligarchie anglo-américaine (The Anglo-American Establishment: From Rhodes to Cliveden, 1981), Retour aux Sources, 2015 ; rééd. Culture & Racines, 454 p., 2020  (ISBN 978-2491861094)
- Claire Séverac, La guerre secrète contre les peuples, Saint-Denis, Kontre Kulture, 200 p., 2015  (ISBN 978-2954012636)
- Louis-Hubert Remy, De la passion de Notre-Seigneur Jésus-Christ à la passion de l'Église, Éditions ACRF, 114 p., 2018  (ISBN 978-2377520381)
- Jérémy Lehut, Le monde occulte des comic books : de DC Comics à Marvel, Omnia Veritas Ltd., 204 p., 2019  (ISBN 978-1-913057-50-3)[28]
- Anarchasis Cloots, La République universelle du genre humain, Omnia Veritas, 2019, 300 p. (ISBN 978-1-913057-48-0).
- E. Michael Jones, L'esprit révolutionnaire juif, et son impact sur l’histoire du monde (The Jewish Revolutionary Spirit, 2008), trad. fr. François Thouvenin, Éditions Saint-Rémi, 2021  (ISBN 978-2816205145)
- Sylvain Durain, Ce sang qui nous lie : Vers le matriarcat ?, Nancy, Les Éditions du Verbe Haut, 302 p., 2021  (ISBN 978-2491187071)
- Jacques Bainville, Les Conséquences politiques de la paix, Nancy, Éditions du Verbe Haut, 230 p., 2023  (ISBN 978-2-491187-24-8)
- Alexander Kraushar, Jacob Frank et le mouvement frankiste (1726-1816), Éditions Ethos, 728 p., 2023  (ISBN 978-8419006653)
- Élie de Gontaut-Biron, Mon ambassade en Allemagne (1872-1873) : Les Mémoires de Gontaut-Biron, autoédition TheBookEdition, 603 p., 2024  (ISBN 978-2959281808)
- Charles de Hesse-Cassel, Mémoires de mon temps, autoédition TheBookEdition, 237 p., 2025  (ISBN 978-2959281822)

### En tant qu'éditeur scientifique
- Herbert George Wells, Le Nouvel Ordre mondial (The New World Order, 1940),  éd. du Rubicon, coll. « Influences », 2018 ; rééd. Culture & Racines, 175 p., 2021  (ISBN 978-2491861179).